# Benito Pérez Galdós

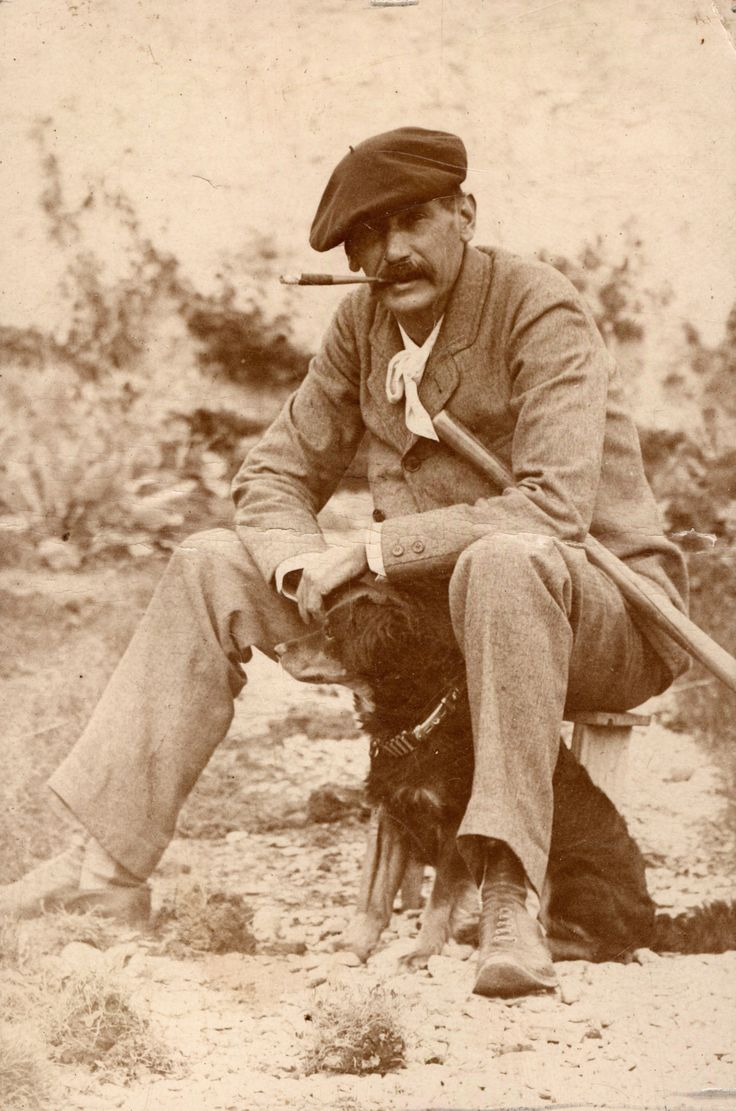
Benito Pérez Galdós

Benito Pérez Galdós (Las Palmas, 10 mei 1843 - Madrid, 4 januari 1920) was een Spaanse schrijver van romans, toneelstukken en artikelen. Hij wordt gezien als de belangrijkste Spaanse schrijver van de negentiende eeuw. Hij publiceerde een enorm aantal romans die onder te verdelen zijn in de Novelas españolas contemporáneas (contemporaine romans) en de Episodios nacionales (historische romans).

## Romans

### Novelas españolas contemporáneas
- La Fontana de Oro (1870)
- La sombra (1871)
- El audaz (1871)
- Doña Perfecta (1876)
- Gloria (1877)
- La familia de León Roch (1878)
- Marianela (1878, Ned. vertaling: Marianela)
- La desheredada (1881)
- El doctor centeno (1883)
- Tormento (1884, Ned. vertaling: Tormento)
- La de Bringas (1884, Ned. vertaling: Mevrouw Bringas)
- El amigo manso (1882)
- Lo prohibido (1884-85)
- Fortunata y Jacinta (1886-7, Ned. vertaling: Fortunata en Jacinta)
- Miau (1888, Ned. vertaling: Miauw)
- La incógnita (1889)
- Torquemada en la hoguera (1889)
- Realidad (1889)
- Ángel Guerra (1890-1)
- Tristana (1892, Ned. vertaling: Tristana)
- Nazarín (1895)
- Halma (1895)
- Misericordia (1897, Ned. vertaling: Mededogen)

### Episodios nacionales

#### Eerste serie
- Trafalgar
- La Corte de Carlos IV
- El 19 de Marzo y el 2 de Mayo
- Bailén
- Napoleón en Chamartín
- Zaragoza
- Gerona
- Cádiz
- Juan Martín El Empecinado
- La Batalla de los Arapiles

#### Tweede serie
- El equipaje del Rey José
- Memorias de un cortesano de 1815
- La Segunda Casaca
- El Grande Oriente
- 7 de Julio
- Los Cien Mil Hijos de San Luis
- El Terror de 1824
- Un voluntario realista
- Los Apostólicos
- Un faccioso más y algunos frailes menos

#### Derde serie
- Zumalacárregui
- Mendizábal
- De Oñate a La Granja
- Luchana
- La campaña del Maestrazgo
- La estafeta romántica
- Vergara
- Montes de Oca
- Los Ayacuchos
- Bodas reales

#### Vierde serie
- Las tormentas del 48
- Narváez
- Los duendes de la camarilla
- La Revolución de Julio
- O'Donnell
- Aita Tettauen
- Carlos VI en la Rápita
- La vuelta al mundo en la Numancia
- Prim
- La de los tristes destinos

#### Vijfde serie
- España sin Rey
- España trágica
- Amadeo I
- La Primera República
- De Cartago a Sagunto
- Cánovas

### Toneel
- Realidad (1892)
- La loca de la casa (1893)
- Doña Perfecta (1896)
- Electra (1901)
- El abuelo (1904)